# 운산초등학교 (강원)
운산초등학교(雲山初等學校)는 대한민국 강원특별자치도 강릉시에 있는 공립 초등학교이다.

## 학교 연혁
- 1949년 1월 31일: 강동공립국민학교 운산분교장 설치
- 1967년 3월 16일: 운산국민학교 분리
- 1996년 3월 1일: 운산초등학교로 개칭
- 1998년 9월 1일: 옥천초등학교 운산분교장으로 격하
- 2022년 3월 1일: 운산초등학교로 재승격[2]

## 참고 자료
- 옥천초등학교운산분교장 - 한국교육학술정보원 학교알리미